# Френк Едвард Перетті
Фрéнк Éдвард Пéретті (англ. Frank Edward Peretti) — християнський письменник-фантаст. Загальний наклад проданих книг автора перевищив 12 000 000 примірників.

## Життєпис
Народився 13 січня 1951 року в Канаді. Дитинство Перетті пройшло в місті Сіетл (Seattle), штат Вашингтон, США. Після закінчення школи грав в ансамблі на банджо, допомагав батькові в пасторському служінні. У 1983 залишив пасторське служіння і зайнявся будівництвом, щоб поправити матеріальне становище.
Письменницьку діяльність розпочав в 1985, коли Перетті опублікував дитячу розповідь «Двері в пащі Дракона». Роком пізніше він опублікував роман «Темрява віку цього», який отримав найбільшу популярність.
Кожен його твір насичений дією і описом моторошних драматичних сцен. Все це тримає читача в постійній напрузі і змушує міркувати не так над героями подій, скільки над своєю душею. Його романи відкривають світ духовного зіткнення сил світла з силами темряви.
Його перу належать такі бестселери, як «Пронизуючи темряву», «Пророк», «Клятва», «Тіллі» і «Відвідування». Також за книжками автора було знято декілька гостросюжетних кінофільмів.
Книжки Перетті було перекладено багатьма мовами світу. Жанр, в якому працює автор можна охарактеризувати як «саспенс», або гостросюжетний трилер з елементами фантастики. Серед сучасних українських християнських письменників у цьому гостросюжетному жанрі працюють автори Володимир Імакаєв, Анатолій Шкарін, Олексій Декань, Ілля Бердніков,  Сергій Грищук та інші.

## Фільмографія
- У 2002 за книгою «Тіллі» було знято сорока хвилинний фільм, який демонстрували на телебаченні PAX TV та EWTN. Потім фільм вийшов на DVD .
- У 2004 році було знято у фільм за книгою «Прокляття Самогубця», в якому сам Претті з'явився в камео ексцентричного професора, доктора Алгернна Уілінга.[2]
- У 2006 студією Twentieth Century Fox також був знятий  фільм «Візит».[3]
- Фільм «Будинок» з'явився у кінопрокаті в 2008.[4]